# Propalticus oculatus
Propalticus oculatus is een keversoort uit de familie Propalticidae. De wetenschappelijke naam van de soort is voor het eerst geldig gepubliceerd in 1879 door Horn.